# Idun (veckotidning)
Idun var en svensk veckotidning för “kvinnan och hemmet” som utgavs 1887-1963. Tidningen, som fått namnet från gudinnan Idun i nordisk mytologi, var en damtidning som handlade om dåtida kvinnofrågor, hushåll, kvinnligt mode och trender. Veckotidningen grundades av Frithiof Hellberg och målgruppen var hela tiden den borgerliga familjens allmänbildade kvinna.

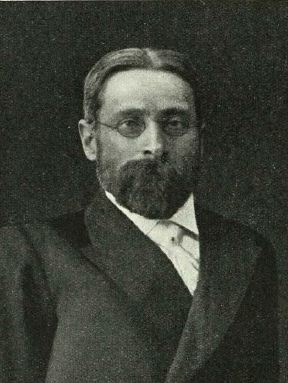
Frithiof Hellberg.

## Veckotidningen Idun

### Veckotidningens innehåll
Veckotidningen Idun var en av de första damtidningarna i Sverige. Tidningen grundades 1887 av Frithiof Hellberg, som var redaktör och ansvarig utgivare. Veckotidningen Idun var ursprungligen en "praktisk veckotidning för kvinnan och hemmet", där tidningen tog upp praktiska ämnen inom hemmet som att sy och laga mat. Innehållet kom senare att få en mer allmän prägel där reportage, debattartiklar och omfattande skönlitterära inslag förekom. Mode var ett av de ämnen som förekom, och där tillhörde Idun fram till mitten av 1900-talet de första veckotidningarna där mode för första gången fick ett större utrymme (svenska modetidningar hade dock förekommit långt tidigare). 
De första tolv åren låg tonvikten på det husligt praktiska, men tidningen ändrade sedan inriktning kring sekelskiftet. De praktiska ämnena inom hemmet fick därav mindre uppmärksamhet i artiklarna, samtidigt som kulturella nyheter och material om kvinno- och rösträttsfrågor fick en allt större plats. Från den tidigare betoningen på kvinnans roll i hemmet blev kvinnans roll i samhället samt kultur allt viktigare frågor som tidningen kom att behandla. Iduns veckotidning var till en början negativ till kvinnorörelsen, men detta ändrades i efterhand. Idun blev sedan en tidig förespråkare för kvinnors emancipation. Iduns veckotidning kom därför att spela en stor roll när det kom till kvinnornas kamp för jämställdhet samt kvinnans framgång i samhället. Tidningens innehåll runt sekelskiftet fick därför en alltmer allmänbildande roll, då innehållet bytte karaktär mot aktualiteter och samhällsfrågor. Runt sekelskiftet kom även tidningen att få en familjeinriktning, med ett innehåll som delvis skulle tilltala mannen i hushållet. Idun fortsatte dock att främst attrahera de kvinnliga läsarna.
Tidningens främsta målgrupp kom att bli den "allmänbildade damen", men trots detta lästes tidningen även av kvinnor från andra sociala grupper som inte var lika kulturellt och socialt uppburna som de damer som redaktionen önskade nå. Att veckotidningen Idun hade de allmänbildade damerna som främsta målgrupp framstod tydligt i tidningens innehåll, och den allmänbildade damen förväntades att vara intresserad av de senaste modet och trenderna i Paris. Under 1945 bestod Iduns innehåll till 9,1% av texter om mode, kläder och skönhetsråd. Detta var högre än genomsnittet för damtidningar under den här tiden. Förklaringen till detta var att Idun varje år hade några speciella ”modenummer”, vilket andra tidningar inte hade.
Damerna som skildrades i veckotidningen Iduns artiklar presenterade ofta landets största författarinnor, och fotograferades då ofta med aftonklänningar och eleganta juveler. På många sätt riktade sig därför veckotidningen Idun under denna tid till en högre samhällsgrupp, som hade en vilja att utbilda sig. Veckotidningens material dominerades i hög grad av att vara humanistiskt samt kulturellt, och behandlade därför skönlitteratur, konst, teater och historia i sitt innehåll. Tidskriften hade en liten fast redaktion, men många externa medarbetare publicerade även skönlitterära bidrag. Bland annat publicerades de första delarna av Selma Lagerlöfs Gösta Berlings saga i veckotidningen Idun, efter att Lagerlöf vunnit första pris i tidskriftens romantävling 1891.
Prenumerationspriset av veckotidningen Idun var från starten 4 kronor, vari ingick en gratis bilaga. För ytterligare en krona erhölls ett tjockt kolorerat julnummer. Man kunde mot tillägg erhålla olika bilagor, romaner, en mode- och mönstertidning och olika kolorerade planscher.

### Produktionsprocessen

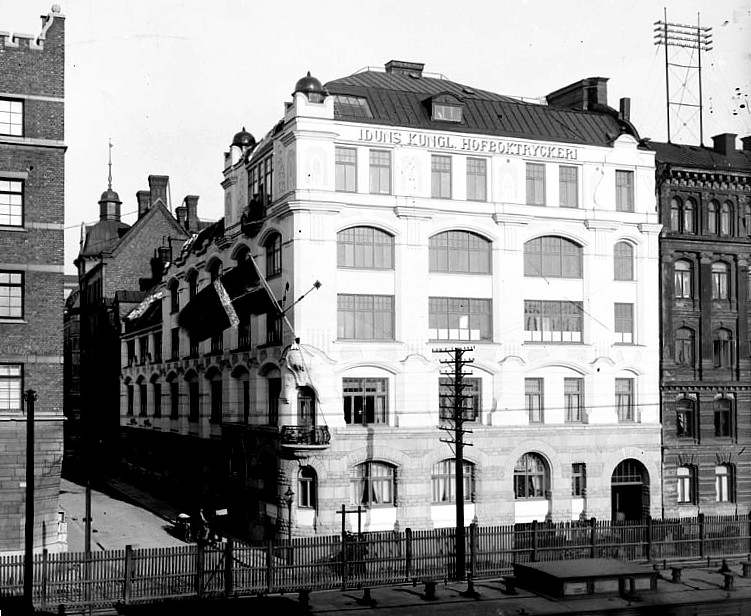
Iduns Tryckeri Aktiebolag, Kungl. Hofboktryckeriet, Bryggargatan 17.

Elin Wägner, redaktionssekreterare för veckotidningen Idun, kom att spela en betydande roll för tidningen och dess produktion under decennierna efter sekelskiftet. Under åren 1907-1916 skrev Wägner ett flertal artiklar och reportage. Wägner köpte även in olika material som behövdes för att producera tidningen. Veckotidningen Idun trycktes i boktryck fram till mitten av 1900-talet på Iduns tryckeri AB i Stockholm, grundat 1893 av Frithiof Hellberg. Produktionsprocessen var långsam, bildmaterialet sparsamt och färgbilder mycket sällsynta. Någon layout i egentlig mening förekom inte, utan redaktören stod tillsammans med ombrytarna i sätteriet och pusslade ihop numren. Vid decennierna efter sekelskiftet och ända fram till mitten av 1900-talet förekom även vissa handskrivna manus.

### Namnbyte och sammanslagningar

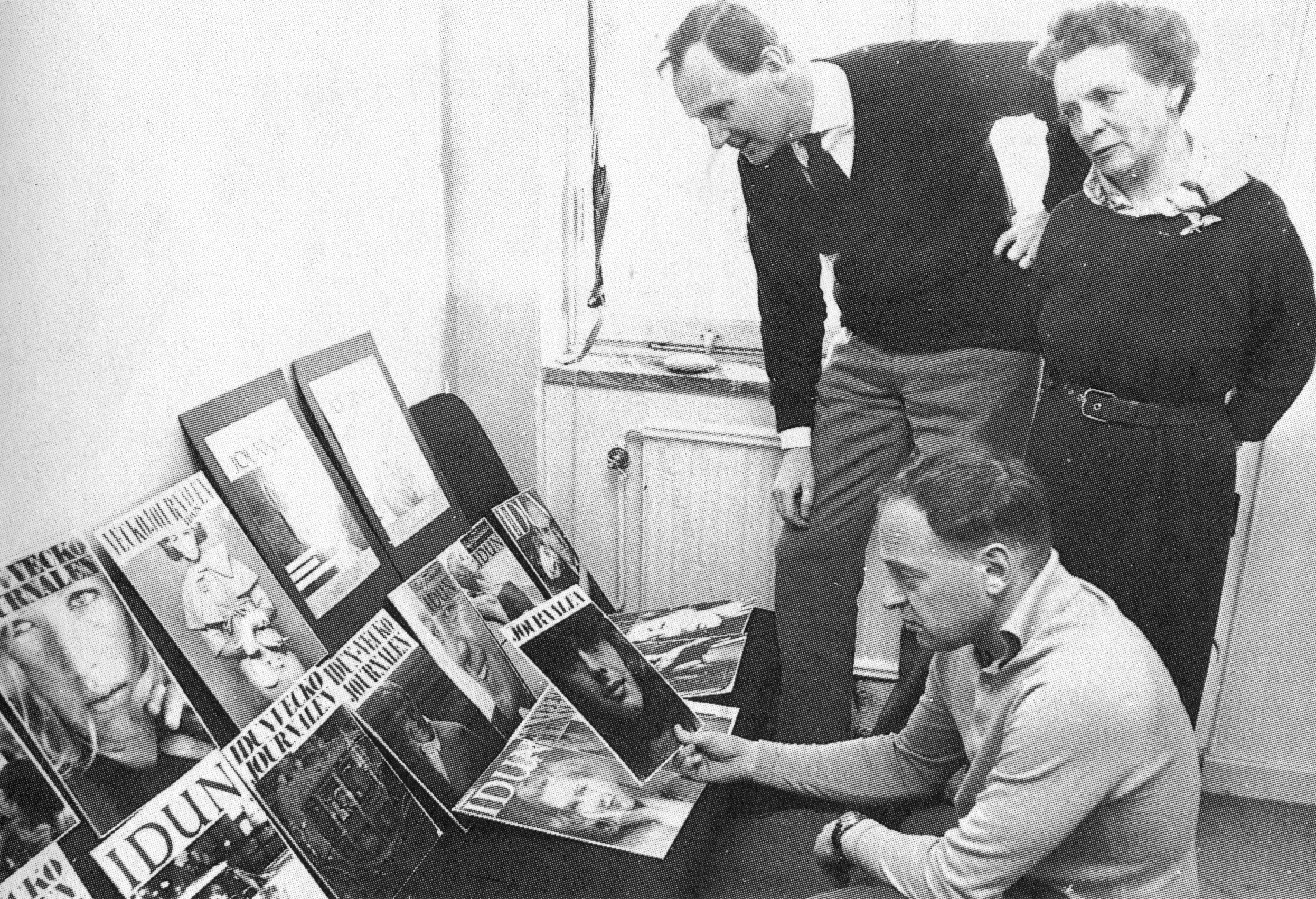
Bokförläggare Lukas Bonnier studerar omslagssidor när Idun och Veckojournalen skulle slås samman till en tidskrift 1963.

Veckotidningen Idun grundades 1887 och var uppkallad efter den fornnordiska gudinnan Idun. Tidningen Idun slogs sedan samman med Veckojournalen 1963. Efter sammanslagningen med Veckojournalen skedde ett namnbyte, och tidningen kom att utges under dubbelnamnet Idun-Veckojournalen. Intresset för veckotidningen började dock att minska mot slutet av 1900-talet. Efter många år av minskande efterfrågan övergick därför utgivningen 1980 till att bli månadsvis, under det nya namnet Månadsjournalen. Den fortsatt sjunkande efterfrågan ledde sedan till att Månadsjournalen lades ned 2002.

## Redaktörer
- Frithiof Hellberg (1900–1903)

### Huvudredaktörer
- Frithiof Hellberg (1904–1906:49)
- Johan Nordling (1906:50–1915:9)
- Ernst Högman (1915:10–1922)

### Redaktörer
- Ebba Theorin (1923:1–1924:31)
- Eva Bergström (1924:32–48) (samma person som nedan)
- Eva Bergström Nyblom (1924:49–52) (samma person som nedan)
- Eva Nyblom (1925–1929:10) (samma person som ovan)

### Chefredaktörer
- Eva Nyblom (1929:11–1941:6) (samma person som nedan)
- Eva Hökerberg (1941:7–1962) (samma person som ovan)
- Ria Wägner ( 1962-1963)[4]

## Ansvariga utgivare
- Frithiof Hellberg (1900–1906:49)
- Johan Nordling (1906:50–1915:9)
- Beyron Carlsson (1923–1928:1)
- Eva Nyblom (1932:17–1941:6) (samma person som nedan)
- Eva Hökerberg (1941:7–1962) (samma person som ovan)
- Ria Wägner (1963)[4]